# Origo gentis Romanae
L'Origo gentis Romanae (Origine del popolo romano) è una breve compilazione letteraria in latino di carattere storiografico narrante le origini più remote, a cavallo tra storia e mitologia, del popolo romano, partendo da Saturno e finendo con Romolo. La commistione di storia e mitologia è alimentata dal costante uso della razionalizzazione evemeristica del mito come trasfigurazione religiosa di eventi storici.

## Struttura
Costituisce la prima parte del corpus attribuito a Sesto Aurelio Vittore chiamato Historia tripertita, insieme al De viris illustribus urbis Romae e al De Caesaribus.
Dopo una breve introduzione, con una disputa sul primato di Giano su Saturno come primi ad arrivare in Italia dall'Oriente, si parla delle usanze da loro introdotte. Segue, poi, una seconda versione sull'origine postdiluviana degli aborigeni del Lazio antico, governati prima da re Pico, poi da Fauno.
Il § 6 narra le origini del re Evandro e le radici italiche di Ercole, soffermandosi sulla storia di Ercole e Caco, con una seconda versione della presenza di Ercole in Italia.
Si passa, poi, a re Latino, figlio di Fauno, contemporaneo della guerra di Troia, a proposito della quale si raccontano le diverse versioni della fuga di Enea da Ilio e si riassumono gli eventi narrati da Virgilio nell'Eneide, con selezione di dati etnografici e geografici per narrare, dopo la vittoria di Enea, le lotte per la supremazia territoriale e il rapimento in cielo di Enea.
A Enea succede il figlio Ascanio. Lavinia e il figlio suo e di Enea, Silvio Postumo, si accordano con Ascanio per la fondazione di Alba Longa.
Si narra, poi, la successione dei re di Alba Longa: a Silvio succede Aventino, cui succede Proca, che lascia come coeredi Numitore e Amulio. A questo punto seguono le vicende legate alla salita al potere di Amulio, con l'eliminazione di Rea Silvia e dei gemelli Romolo e Remo e il loro salvataggio.
Dopo la narrazione dell'origine leggendaria dei Lupercalia, si offrono versioni diverse sulla scelta del luogo di fondazione di Roma e sulla disputa tra Romolo e Remo.

## Datazione e problemi di critica testuale
Il terminus post quem della redazione dell'Historia tripertita è il 360, riportato nell'opera di Aurelio Vittore come consulatum decimum Constantii; quanto alla datazione effettiva tramite dei terminus ante quos la critica testuale si è scontrata con problemi grandissimi.
L'opera, infatti, è tramandata in tre manoscritti, di cui il terzo perduto:
1. O: Bodleian Library, Oxford. Ms. Can. lat. 131. del XV secolo. Scritto in grafia umanistica ma ancora contaminato da elementi gotici. Originariamente posseduto dal Cardinal Bessarione, finì perso fino al suo ritrovamento da parte di Hildesheimer alla fine del XIX secolo.
2. P: Royal Library, Brussels. Ms. 9755-9763. Seconda metà del XV secolo, noto anche con il nome di "Codex Pulmanni". Fu copiato nelle Fiandre e scritto in grafia umanistica. Dopo essere appartenuto a Jean de Loemel, Cappellano di Saint-Denis de Liège, fu acquistato dallo studioso Theodore Poelmann, che lo cedette a sua volta al gesuita A. Schott, autore dell'editio princeps (Anversa: Plantin, 1579). Passato infine ai Gesuiti di Anversa, entrò nella Biblioteca reale di Bruxelles, dove Theodor Mommsen lo scoprì nel 1850.
3. M: Il Codex Metelli, un terzo manoscritto posseduto da Jean Matal, scomparso dall'inizio del XVII secolo. Matal ha riportato molte lectiones tratte da esso in una lettera a Sebastiano Pighi, umanista a lui contemporaneo, scritta prima del 1579. Usato da Schott per l'editio princeps non è comunque antigrafo di O o P.

La critica recente concorda sul fatto che l'Origo gentis Romanae sia stata scritta da autore non identificabile diverso sia dagli autori delle altre due opere sia dall'ideatore del corpus, autore di un brano di connessione tra l'Origo e il De viris illustribus.
Il titulus, cioè il paragrafo introduttivo dell'Origo gentis Romanae è stato sensibilmente rimaneggiato in modo da divenire l'incipit di tutta la Historia tripertita; inoltre in esso sono citati come fonti dell'opera autori come Verrio Flacco, Varrone e Veranio che di fatto poi non appaiono. Questo dato ingenerò il dubbio, oggi considerato certezza, di una duplice redazione dell'opera.
Giovanni D'Anna presume dunque una prima composizione dell'opera tra la fine dell'età augustea e il II secolo, e una successiva redazione come prima parte del corpus. Dopo aver appurato che l'Origo gentis Romanae sia stata rimaneggiata anche nella parte finale con una ligatura al de viris illustribus, sono sorti legittimi interrogativi su quali interventi abbiano modificato anche il corpo centrale del testo.
Theodor Mommsen ipotizzò l'esistenza di una Origo plenior, una prima redazione dal cui riassunto deriverebbe il testo in nostro possesso, ma tale ipotesi si scontrò con la difficoltà a distinguere le suture lasciate da tale operazione riassuntiva rispetto ai comuni incidenti di copiatura tipici della trasmissione manoscritta, ben presenti e documentati nel testo. Rimane certa la sparizione dei brani di Verio Flacco, Varrone e Veranio annunciati nel titulus. L'esame delle clausulae quantitative in fine di periodo condotto dal Puccioni, ancora rispettose delle vecchie regole della quantità, conferma l'ipotesi della doppia redazione in epoche diverse.
Un altro dato incontrovertibile è una profonda divisione dell'opera in due parti: una prima parte dall'inizio al capitolo 9 è incentrata sulle citazioni e l'esegesi del testo di Virgilio, una seconda parte invece cita assai più spesso storici ed eruditi come Alessandro di Efeso, Lutazio Catulo e Lucio Cesare. Le differenti modalità di citazione inducono a presupporre la presenza di penne diverse per le due parti dell'opera. D'Anna la spiega tramite l'intervento intorno al IV secolo di un anonimo riscrittore dell'opera, un grammatico fervido ammiratore di Virgilio che avrebbe cercato di rendere gli avvenimenti antecedenti ad Enea congruenti con il racconto virgiliano, salvo poi fermarsi constatando l'impossibilità di sincronizzare il numero eccessivo di divergenze dall'Eneide presenti nel testo dell'Origo.
A partire dal Niebuhr (1873) si è a lungo dubitato della validità delle numerosissime citazioni presenti nell'opera, facendola ritenere un falso di età umanistica, ma nel corso del XX secolo alcuni ritrovamenti archeologici hanno avvalorato l'onestà e l'affidabilità del testo in modo precedentemente non dimostrabile.
Le citazioni sono spesso trasandate, prive di specificazione dei passi e talvolta anche dell'opera da cui sono tratte: in qualche caso si può supporre una citazione indiretta a partire da sillogi di opere arcaiche (ne è prova anche il ricorso a Verrio Flacco come fonte).
Giovanni D'Anna esprime un parere fortemente critico sullo stile dell'opera, evidenziandone la ripetitività delle espressioni come assenza di fantasia e la tendenza ad un uso linguistico tardoantico più che classico.

### Edizioni
- (DE) De viris illustribus, a cura di Fr. Pichlmayr, Lipsia, Teubner, 1911; II ed. Aufl. von R. Gruendel, Lipsia 1966.
- Origo Gentis Romanae, a cura di Giulio Puccioni, Collezione Filologica n.3, Firenze, Vallecchi, 1958.
- Anonimo, Origine del popolo romano, a cura di Giovanni D'Anna, Collana Scrittori greci e latini, Milano, Fondazione Lorenzo Valla-Mondadori, 1992,  p. 146, ISBN 978-88-04-34223-6.
- Origo gentis Romanae, in De viris illustribus. Concordantiae et Indices, a cura di Luca Cardinali, Hildesheim, Georg Olms, 1997.
- (FR) Les Origines du Peuple Romain, a cura di Jean-Claude Richard, Paris, Les Belles Lettres, 2002.
- Anonimo, Un'altra storia di Roma: Origo gentis romanae, A cura di Mario Lentano, Collana NUE, Torino, Einaudi, 2015, ISBN 978-88-06-22684-8.

### Studi
- E. Baehrens, Zur Origo gentis Romanae, in Jahrbuecher fuer Klassische Philologie CXXXV (1887), pp. 769–781.
- J.W. Beck, De sermone libelli "Origo gentis Romanae" adnotatiunculae, in Mnemosyne XXII (1894).
- Arnaldo Momigliano, Some Observations on the Origo gentis Romanae, in J.R.S. 48 (1958), pp. 56-73.
- A. Momigliano, Per una nuova edizione dell'Origo gentis Romanae, in Athenaeum 36 (1958), pp. 248-259.
- Giulio Puccioni, La composizione dell'Origo gentis Romanae, in Annali della Scuola Normale Superiore di Pisa XXVII (1958), pp. 311-23.
- Giulio Puccioni, La fortuna medievale della Origo Gentis Romanae, Biblioteca di Cultura Contemporanea n.LX, Messina-Firenze, G. D'Anna, 1958.
- Markus Sehlmeyer, Origo Gentis Romanae. Die Ursprünge des römischen Volkes. Texte zur Forschung 82, Darmstadt, Wissenschaftliche Buchgessellschaft, 2004. ISBN 3-534-16433-4.